# Tor Norberg
Erik Tor Waldemar Norberg (Svédország, Västra Götaland megye, Kungälv, 1888. december 17. – USA, Florida, Clearwater, 1972. augusztus 4.) olimpiai bajnok svéd tornász.
Részt vett az 1908. évi nyári olimpiai játékokon, egy torna versenyszámban, a csapat összetettben és a svéd válogatottal aranyérmes lett.